# Christian Erich Hermann von Meyer
Christian Erich Hermann von Meyer (Francoforte sul Meno, 3 settembre 1801 – Francoforte sul Meno, 2 aprile 1869) è stato un paleontologo tedesco.
È stato insignito della Medaglia Wollaston nel 1858 dalla Geological Society of London.

## Biografia
Nacque a Francoforte sul Meno nel 1801.
Nel 1832, von Meyer emise un lavoro intitolato Palaeologica e nel corso del tempo pubblicò una serie di memorie su vari resti organici fossili: molluschi, crostacei, pesci e vertebrati superiori, tra cui Teratosaurus, il primo Archaeopteryx lithographica (1861), lo pterosauro Rhamphorhynchus ed il prosauropode Plateosaurus.
In Palaeologica, von Meyer propose una classificazione di rettili fossili in quattro gruppi principali, in base alle loro membra:
- Sauri con dita simili a quelle di specie viventi odierne (Teleosaurus, Protorosaurus, Streptospondylus);
- Sauri con arti simili ai mammiferi terrestri (Iguanodon, Megalosaurus);
- Sauri con arti atti al nuoto (Plesiosaurus, Mosasaurus);
- Sauri volanti con arti (Pterodactylus).

Il secondo gruppo venne tardivamente definito Pachypodes, nel 1845, in seguito alla revisione Pachypoda (dal greco "pachy-/παχυ-" ("corpulento") e "pous/πους" ("piede") . Interessante è la relazione di questo gruppo di dinosauri, coniato pochi anni prima da Richard Owen.
Le sue ricerche più elaborate sono quelle sugli anfibi del Carbonifero, rettili del Permiano, anfibi e rettili del Triassico ed i rettili delle liste litografiche; i risultati sono stati incorporati nella sua grande opera Zur Fauna der Vorwelt (1845-1860), riccamente illustrata con tavole disegnate dallo stesso autore.
Von Meyer è stato associato con W. Dunker e Karl Alfred von Zittel nella pubblicazione dell'opera Palaeontographica, che ha avuto inizio nel 1851.
Oggi von Meyer è probabilmente meglio conosciuto per la descrizione e la denominazione del prosauropode Plateosaurus engelhardti, rinvenuto nell'Europa centrale, e per l'istituzione della specie Archaeopteryx lithographica (il più antico uccello noto) nel 1861 sulla base di una singola penna. Tra i vari animali estinti descritti da von Mayer, si ricordano il varanoide acquatico Acteosaurus, il diadectide Phanerosaurus, i crostacei Pemphix e Glyphea grandis (ora Pseudoglyphea), l'uccello Protornis, il tapiro Tapirus helvetius (ora Paratapirus), gli pterosauri Pterodactylus longicollum (ora Ardeadactylus), Pterodactylus micronyx (ora Aurorazhdarcho), Pterodactylus longirostris (ora Aerodactylus), i coccodrilli marini Rhacheosaurus e Machimosaurus, i rettili acquatici Psephoderma, Cyamodus e Simosaurus, le tartarughe Eurysternum e Psephophorus, il suide Hyotherium, l'anfibio Melosaurus, il dinosauro teropode Streptospondylus, gli sfenodonti Pleurosaurus e Sapheosaurus, il rettile - giraffa Tanystropheus, il cicloide "Limulus" agnotus (ora Halicyne).
| von Meyer è l'abbreviazione standard utilizzata per le specie animali descritte da Christian Erich Hermann von Meyer. Categoria:Taxa classificati da Christian Erich Hermann von Meyer |